# Sainte-Scolasse-sur-Sarthe
Sainte-Scolasse-sur-Sarthe ist eine Gemeinde mit 584 Einwohnern (Stand 1. Januar 2022) im französischen Département Orne in der Normandie (vor 2016 Basse-Normandie). Sie gehört zum Arrondissement Alençon und zum Kanton Écouves. 

## Geographie
Sainte-Scolasse-sur-Sarthe liegt an der oberen Sarthe, etwa 25 Kilometer ostnordöstlich von Alençon. Nachbargemeinden von Sainte-Scolasse-sur-Sarthe sind Le Plantis im Norden, Saint-Aubin-de-Courteraie im Nordosten, Champeaux-sur-Sarthe im Osten, Bures im Süden, Laleu im Süden und Südwesten, Montchevrel im Westen sowie Courtomer im Nordwesten.

## Bevölkerungsentwicklung
| Jahr                       | 1962 | 1968 | 1975 | 1982 | 1990 | 1999 | 2006 | 2011 | 2018 |
| -------------------------- | ---- | ---- | ---- | ---- | ---- | ---- | ---- | ---- | ---- |
| Einwohner                  | 507  | 478  | 520  | 527  | 538  | 538  | 597  | 552  | 611  |
| Quellen: Cassini und INSEE |      |      |      |      |      |      |      |      |      |

## Sehenswürdigkeiten

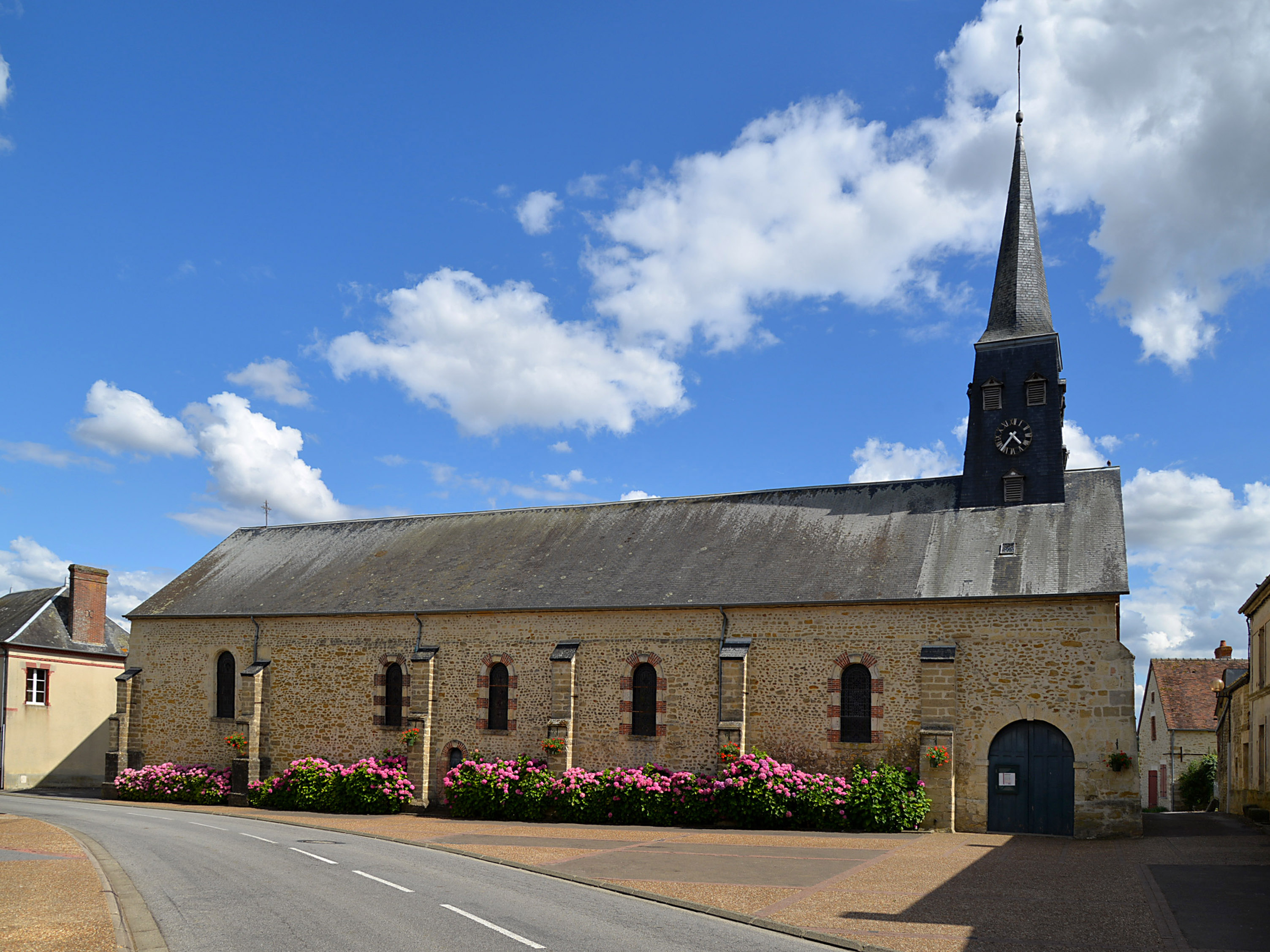
Kirche Sainte-Scolasse

- Kirche Sainte-Scolasse